# 避難港

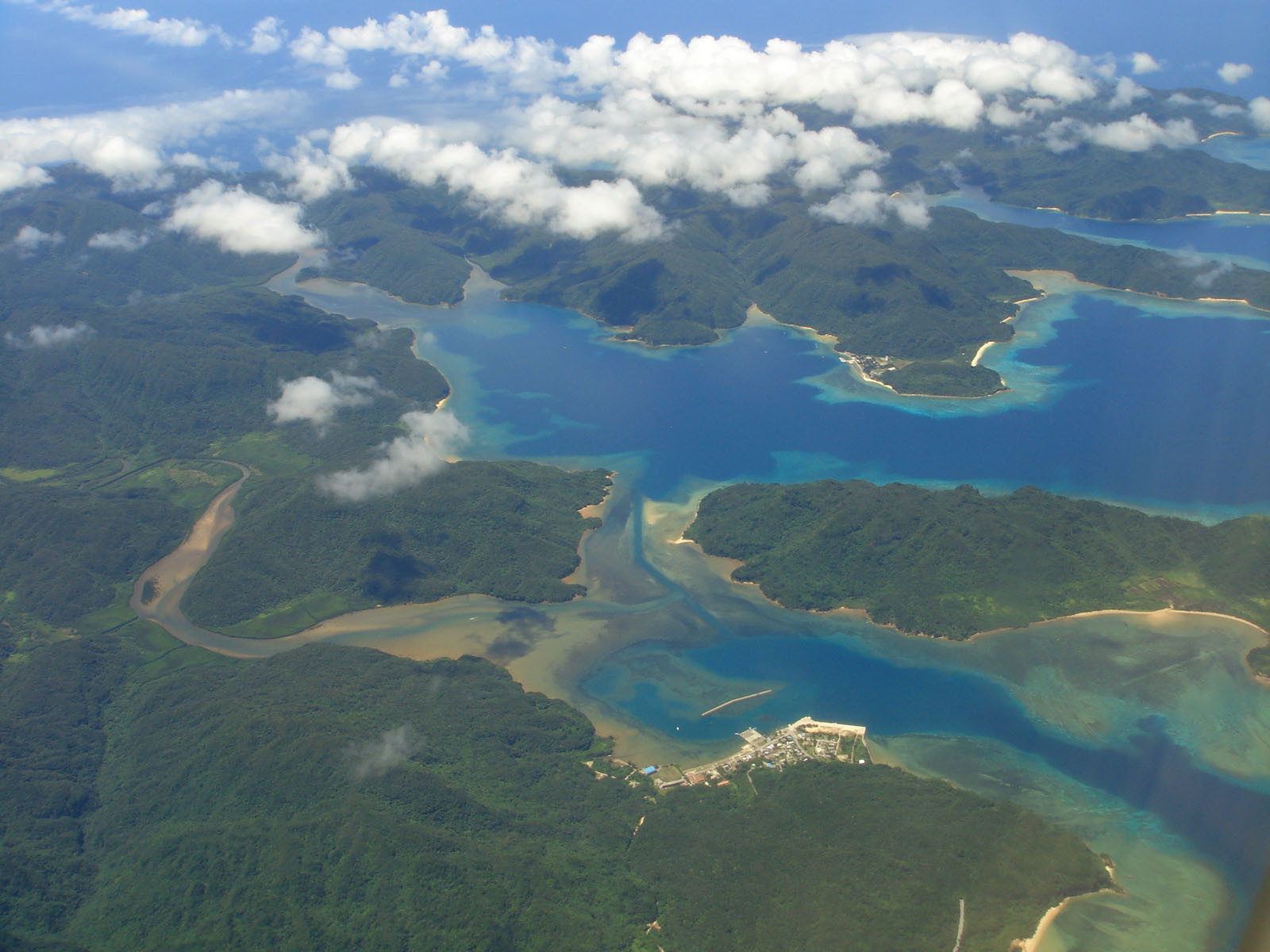
船浮港（沖縄県西表島）
画像中央の船浮湾全域が避難港に指定されている。

避難港（ひなんこう）は、日本における港湾の一区分。港湾法第2条第9項において「暴風雨に際し小型船舶が避難のためてい泊することを主たる目的とし、通常貨物の積卸又は旅客の乗降の用に供せられない港湾」と定義されている。2007年4月現在、36港が港湾法施行令により避難港として指定されており、うち35港が地方港湾（それ以外の洞輪沢港は港湾管理者未設立）。昭和25年（1950年）の港湾法制定時に避難港の制度が新設された。

## 概要
避難港は、台風や冬季荒天などの暴風雨時に小型船舶が避難停泊するための港湾に位置づけられており、他の港湾のように旅客の乗降・貨物の積み卸しの機能は期待されていない。そのため、避難港として保有すべき施設は、外洋からの波浪や暴風を防ぐための防波堤などの外郭施設に限られる。すなわち、防波堤等により船舶が避難停泊することが可能であれば、避難港としての機能を十分に果たしうるのである。ただし、避難港の多くは地方港湾でもあり、地方港湾としての機能を果たすために物揚場・桟橋といった係留施設などの施設が整備されていることも少なくない。
避難港は、外洋（太平洋・日本海・東シナ海）に面した港湾が指定されており、瀬戸内海や東京湾などの内海・内湾では指定されていない。
漁港では、避難港に相当する分類として第4種漁港がある。

## 避難港の一覧
| 都道県   | 避難港                                             |
| -------- | -------------------------------------------------- |
| 北海道   | 松前港、奥尻港、えりも港、椴法華港、宗谷港、天売港 |
| 青森県   | 尻屋岬港、深浦港                                   |
| 宮城県   | 雄勝港                                             |
| 秋田県   | 戸賀港                                             |
| 山形県   | 鼠ヶ関港                                           |
| 福島県   | 久之浜港                                           |
| 千葉県   | 名洗港、興津港                                     |
| 東京都   | 洞輪沢港                                           |
| 新潟県   | 二見港                                             |
| 石川県   | 輪島港                                             |
| 福井県   | 鷹巣港                                             |
| 静岡県   | 下田港                                             |
| 愛知県   | 伊良湖港                                           |
| 三重県   | 浜島港                                             |
| 兵庫県   | 柴山港                                             |
| 和歌山県 | 勝浦港、由良港                                     |
| 鳥取県   | 田後港                                             |
| 島根県   | 七類港                                             |
| 山口県   | 油谷港                                             |
| 高知県   | 上川口港、室津港                                   |
| 福岡県   | 大島港                                             |
| 佐賀県   | 呼子港                                             |
| 長崎県   | 脇岬港                                             |
| 鹿児島県 | 大泊港、古仁屋港                                   |
| 沖縄県   | 安護の浦港、船浮港                                 |